# Denis Istomin
Denis Istomin (n. 7 de septiembre de 1986 en Oremburgo, Unión Soviética) es un exjugador de tenis uzbeko, considerado el mejor jugador de tenis de la historia de Uzbekistán y la principal carta en el equipo uzbeco de Copa Davis, en el cual hizo su debut en 2005.
En 2001 sufrió un accidente automovilístico que lo dejó internado en un hospital tres meses y sin poder jugar al tenis durante dos años. A diferencia de la mayoría de los tenistas masculinos, su entrenadora es una mujer: su madre Klaudia, quien también había hecho carrera en el mundo del tenis.
En 2010 logró su primera gran actuación en un torneo de la ATP, llegando a las semifinales del Torneo de San José, donde perdería ante Fernando Verdasco. El 28 de agosto, en New Haven, se convirtió en el primer tenista uzbeco en alcanzar una final ATP, final que perdió ante el ucraniano Sergui Stajovski. El 27 de junio de 2015 hace historia al ser el primer tenista uzbeko en ganar un torneo ATP al vencer a Sam Querrey en la final de Nottingham por 7-6(1) 7-6(6).

## Vida personal
Comenzó a jugar al tenis los cinco años. Nació en Oremburgo, Unión Soviética (Rusia) y ahora vive en Taskent, Uzbekistán. Su sobrenombre es "Deni". Su padre, Oleg, es un hombre de negocios y su madre, Klaudia Istómina, entrena a su hijo. Tiene un hermano menor, Antón. Habla inglés y ruso.
Sufrió una lesión en la pierna en un accidente automovilístico viajando a un torneo Futures en Taskent en abril de 2001, sometiéndose a una cirugía que requirió 80 puntos de sutura y tuvo que estar tres meses en el hospital. No cogió una raqueta durante dos años, retomando los entrenamientos en abril de 2003.
Le gusta el fútbol (apoya al Real Madrid) y juega a veces.

## Carrera ATP

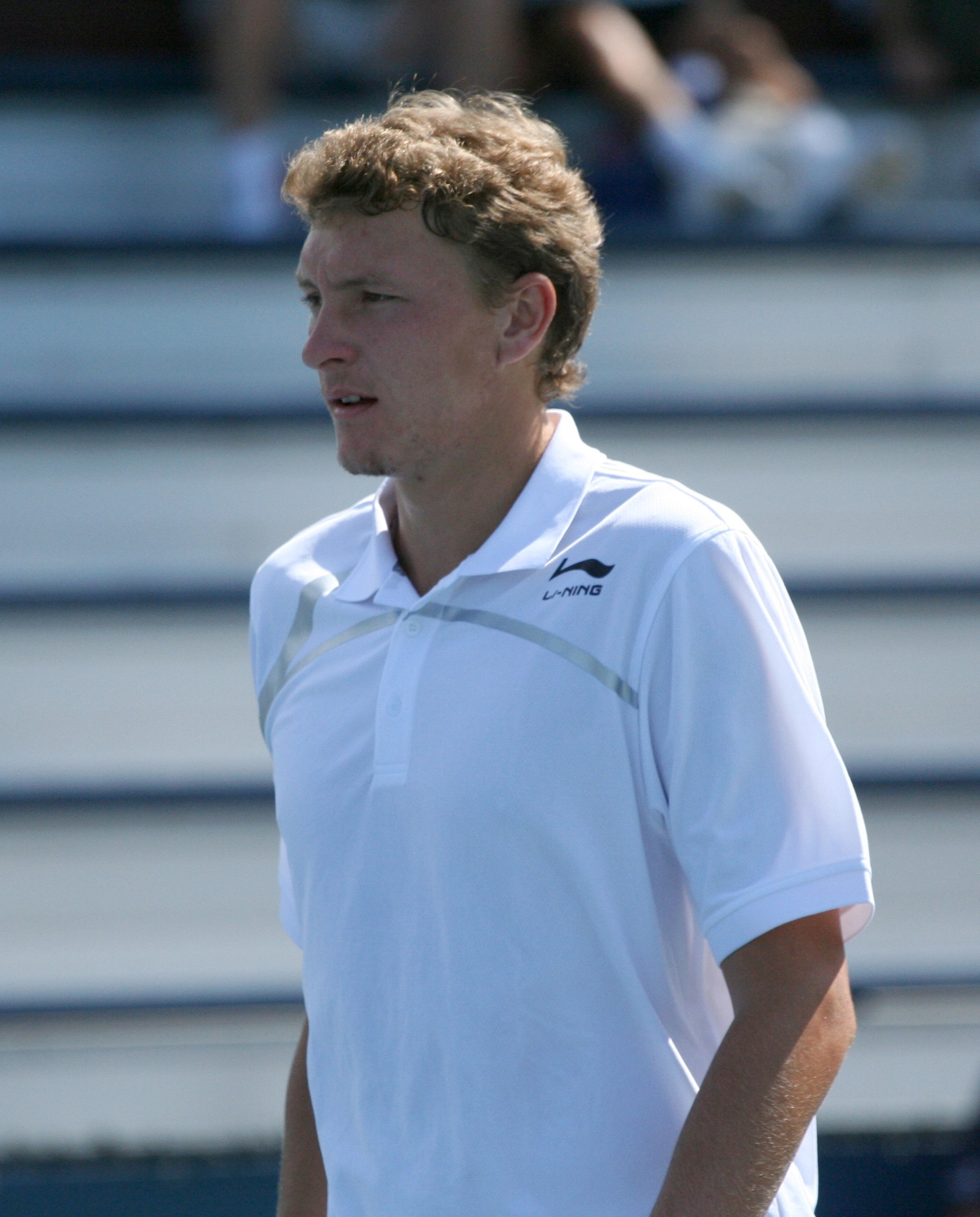
Istomin en el Abierto de Estados Unidos, 2009.

### 2005
Obtuvo su primer título de Challenger en el Challenger de Bujará y llegó a semifinales en los Challenger de Fergana, Saransk y en el de Samarcanda. Ganó tres torneos Futures en su país natal, Uzbekistán. 
Debutó en Copa Davis contra Indonesia y ganó sus dos partidos de individuales.

### 2006
Debutó en Grand Slam en el Abierto de Australia, y perdió en primera ronda contra el n.º 1 Roger Federer en tres sets. 
Sumó consistentes resultados en Challenger, con semifinales en el Challenger de San Remo, en el Challenger de Penza, en el Challenger de San Petersburgo y en el Challenger de Samarcanda. 
Se clasificó para su primer torneo ATP World Tour, en el Torneo de Moscú, y cayó ante Yevgueni Koroliov en primera ronda. Ganó títulos de Futures en su país natal en abril.

### 2007
Jugó mayoritariamente Challengers, con un récord de 18-13 y ganó un Future en su país natal, además de los Challenger de Bujará (venciendo a Amir Weintraub) y el Challenger de Karshi (venciendo al turco Marsel Ilhan) durante agosto.

### 2008
Registró una marca de 2-2 en finales de Challenger, al ganar consecutivamente los títulos, de nuevo, en el Challenger de Bujará (venciendo a Iliá Marchenko) y en el Challenger de Karshi (a Mijaíl Yelguin) en agosto. También fue finalista en el Challenger de Saransk (perdiendo contra Yelguin) y en el Challenger de Cherkasy (perdiendo contra Olivier Patience). También llegó a dos semifinales y ocho cuartos de final. 
Sumó 4-0 en Copa Davis. Ganó partidos de nivel del circuito ATP en el Abierto de Australia y en el Torneo de Moscú, donde perdió en segunda ronda en ambos torneos.

### 2009
El uzbeko logró su mejor ranking de final de año apenas fuera del Top 100. 
Hizo su mejor marca de triunfos con 16 victorias en el ATP World Tour, donde destacaron los cuartos de final en el Torneo de Eastbourne (cayó ante el posterior campeón Dmitri Tursúnov) en junio y  en el Torneo de San Petersburgo (perdiendo contra Marat Safin) en octubre. Llegó al n.º57, el más alto de su carrera, el 27 de julio. 
Fue el primer uzbeko en alcanzar la tercera ronda de un Grand Slam en el US Open (venció a Daniel Evans y Nicolas Lapentti, perdiendo contra Marin Čilić). Logró un récord de 14-11 en Challengers y su mejor registro fue finalista en el Challenger de Taskent, en casa en octubre (perdiendo contra Marcos Baghdatis). 
Sus registros fueron 9-13 en pista dura, 4-2 en arcilla y 3-3 en césped. Sus premios fueron de $296 628.

### 2010
El jugador top de Uzbekistán y el n.º2 de Asia (detrás del n.º35 Yen-Hsun Lu) se convirtió en el primer tenista de su país en llegar al Top 50 al escalar más de 60 posiciones. 
Sumó 32 triunfos, el máximo de su carrera. Llegó a la tercera ronda del Abierto de Australia (perdiendo ante el n.º3 Novak Djokovic) en enero y avanzó a semifinales en el Torneo de San José (perdiendo con Fernando Verdasco). 
En césped llegó a la tercera ronda del Torneo de Queen's Club (perdiendo contra el n.º1 Rafael Nadal), a semifinales en el Torneo de Eastbourne (perdiendo contra Guillermo García-López), y a tercera ronda de Wimbledon (perdiendo contra el posterior finalista Tomáš Berdych). 
Durante el verano llegó a cuartos de final sobre arcilla en el Torneo de Hamburgo (perdiendo contra Andréi Golúbev), y a su primera final ATP World Tour en el Torneo de New Haven (perdiendo contra Sergui Stajovski). 
Avanzó a semifinales en el Torneo de Moscú (perdiendo contra Marcos Baghdatis). Llegó a tres semifinales de dobles, en el Torneo de San José (junto con Dudi Sela), además de las del Torneo de Båstad y Torneo de Kuala Lumpur (ambas haciendo pareja con Andréi Golúbev). 
Registró marcas de 20-19 en pista dura, 7-3 en pasto y 5-7 en arcilla. Sumó premios en dinero de $590 766.

### 2011
De nuevo, el mejor jugador de Uzbekistán, acabó el año de nuevo como Top 80, por segundo año consecutivo, aunque no obtuvo grandes resultados.
Comenzó siendo eliminado sorprendentemente en primera ronda del Abierto de Australia, perdiendo ante el n.º241 Jan Hernych. 
Luego llegó a cuartos de final en el Torneo de San José (perdiendo ante Fernando Verdasco). No obtuvo grandes resultados, cayendo en primera ronda de Roland Garros ante Fabio Fognini y en segunda ronda de Wimbledon ante Mardy Fish.
Luego ganó cuatro Challenger en poco más de un mes, ganando el Challenger de Samarcanda (venciendo a Malek Jaziri), el Challenger de Karshi (venciendo a Blaz Kavcic), el Challenger de Estambul (ganando a Philipp Kohlschreiber) y el Challenger de Taskent (venciendo a Jürgen Zopp).
Compiló marcas de 8-11 en pista dura, 3-8 en tierra batida y 1-3 en pasto. Ganó premios en dinero de $295.586.

### 2012
De nuevo, la principal carta de Uzbekistán, acaba por segunda vez en tres años en el Top 50, y logra llegar a su segunda final ATP World Tour.
Comenzó fuerte el año, llegando a cuartos de final Torneo de Brisbane (perdiendo ante Bernard Tomic), y desde las rondas de clasificación llegó hasta las semifinales del Torneo de Sídney (venciendo al n.º17 Richard Gasquet en cuartos de final, perdiendo ante Jarkko Nieminen). En el Abierto de Australia fue eliminado en primera ronda (perdiendo ante el n.º 6 Jo-Wilfried Tsonga).
Después llegó a su segunda final ATP de su carrera en el Torneo de San José (venciendo al ex n.º1 y n.º17 Andy Roddick en cuartos de final, perdiendo la final ante Milos Raonic). El 20 de febrero estaba instalado en la posición n.º49 del ranking, y empezó el año en la n.º73. Siguió con su temporada, llegando a cuarta ronda del Masters de Indian Wells (venciendo al n.º5 David Ferrer en tercera ronda, cayendo ante Juan Martín del Potro en un gran partido).
Luego, con la llegada de la tierra batida empeoraron bastante sus resultados, no pasando de segunda ronda en ninguno de los torneos disputados en polvo de ladrillo, incluido Roland Garros (siendo eliminado por Rafael Nadal).
Luego volvió a mejorar bastante con la llegada de la hierba. Llegó a cuartos de final en el Torneo de Eastbourne (perdiendo ante Ryan Harrison) y cosechó su mejor resultado en Wimbledon, llegando hasta la cuarta ronda (perdiendo en un trepidante partido ante Mijaíl Yuzhny). Realizó unos grandes Juegos Olímpicos llegando hasta octavos de final (venció al n.º18 Verdasco en primera ronda, cayendo ante el n.º1 Roger Federer). El 12 de agosto, alcanza su puesto más alto en el ranking, el n.º33.
Perdió sorprendentemente en primera ronda del US Open (cayendo ante el n.º80 Jürgen Zopp). Luego llegó a segunda ronda del Masters de Shanghái (perdiendo ante Stanislas Wawrinka en un gran partido). 
En dobles, junto con Carlos Berlocq llegaron a la final del Torneo de Pekín (vencieron en primera ronda a los n.º3 del mundo, Daniel Nestor y Max Mirnyi y perdieron la final ante los hermanos Bryan).
Compiló registros de 19-18 en asfalto, 5-10 en polvo de ladrillo y 8-5 en césped. Quedó 1-5 contra rivales Top 10 y ganó premios en dinero de $549.562.

### 2013
Otro año más, el mejor tenista de Uzbekistán, acaba por tercera vez en cuatro años en el Top 50, e iguala su mejor marca de triunfos, con 32, al igual que en 2010.
Comenzó el año llegando a cuartos de final del Torneo de Brisbane (perdiendo ante Andy Murray) y del Torneo de Sídney (perdiendo ante Kevin Anderson). En el Abierto de Australia cae en segunda ronda (perdiendo en un maratoniano partido de cinco horas ante Andreas Seppi).
Luego en el Torneo de San José, donde el año anterior había conseguido llegar a la final, este año solo se quedó en los cuartos de final (perdiendo de nuevo ante Milos Raonic). Luego llegó a semifinales del ATP 500 de Memphis (venciendo al n.º16 John Isner en primera ronda, perdiendo ante Feliciano López).
Luego, en tierra batida, volvió a empeorar sus resultados, de nuevo no consiguiendo pasar de segunda ronda en ninguno de los torneos que se disputan en esta superficie, incluido Roland Garros, donde cayó en segunda ronda (perdiendo ante Nikolái Davydenko).
Tampoco obtuvo grandes resultados en césped, cayendo en Wimbledon en primera ronda (de nuevo ante Andreas Seppi, y de nuevo en un maratoniano partido a cinco sets).
Luego mejoró sus resultados con la llegada de la pista dura, llegando a cuartos de final en el Torneo de Atlanta (perdiendo ante Kevin Anderson) y a tercera ronda del Masters de Canadá (perdiendo ante el n.º1 Novak Djokovic en un gran partido). Realizó su mejor US Open llegando hasta la cuarta ronda (venció al n.º 15 Nicolás Almagro en primera ronda y se vengó de sus dos derrotas anteriores ante Andreas Seppi de nuevo en cinco sets, en tercera ronda, perdiendo finalmente ante el n.º 3 Andy Murray, a pesar de que ganó el primer set).
Cerró su temporada llegando a cuartos de final en el Torneo de San Petersburgo (perdiendo ante Guillermo García-López) y a segunda ronda del Torneo de Basilea (cayendo en un atractivo encuentro ante el ex n.º1 Roger Federer).
Cosechó su primer título de dobles, en el Torneo de Moscú (haciendo pareja junto con el ruso Mijaíl Yelguin, venciendo en la final a los hermanos británicos Ken Skupski y Neal Skupski).
Compiló marcas de 25-19 en cemento, 6-8 en arcilla y 1-3 en pasto. Quedó 0-7 contra rivales Top 10 y ganó premios en dinero de $681.141 (su cuota más alta en toda su carrera).

### 2014
Istomin comenzó su temporada en el Torneo de Brisbane. En primera ronda fue derrotado por Marin Čilić en un partido muy ajustado, que acabó en favor del croata por parciales de 7-6(3), 6-7(5) y 4-6. Luego disputó el Torneo de Sídney. En primera ronda venció con un contundente 6-1 y 6-2 a Pablo Andújar. En segunda ronda se vengó de su derrota la semana anterior ante Marin Čilić, ganándole por 6-3 y 6-4. En cuartos de final cayó ante el cuarto cabeza de serie, Dmitri Tursúnov por un tanteo de 7-6(5) y 6-2.
Así llegó al primer Grand Slam de la temporada, el Abierto de Australia. En primera ronda venció cómodamente a Marcos Baghdatis por 4-6, 5-7 y 4-6. En segunda ronda se vengó de Dmitri Tursúnov al que ganó por 6-7, 6-4, 1-6 y 4-6. En tercera ronda no pudo con el n.º2 del mundo y defensor del título en Melbourne, Novak Djokovic, perdiendo por parciales de 3-6, 3-6 y 5-7.
Luego disputó el Torneo de Montpellier. En primera ronda venció a Marsel Ilhan por 6-4 y 7-5. En segunda ronda se volvió a enfrentar por tercera vez en menos de tres semanas al ruso Dmitri Tursúnov, al que volvió a ganar por parciales de 7-5 y 6-4. En cuartos de final cayó ante el posterior campeón Gaël Monfils por un doble 4-6. A la semana siguiente disputó el Torneo de Róterdam, primero de categoría 500. En primera ronda cayó ante Ernests Gulbis con el que perdería por parciales 4-6, 6-7(4). Para preparar mejor el comienzo de los primeros Masters 1000 disputó el Torneo de Dubái, donde chocó en primera ronda con el n.º2 del mundo, Novak Djokovic, con el que perdió por un doble 6-3.

### 2017
Denis obtuvo un wild card para el Abierto de Australia 2017 al ganar el Australian Open Asian-Pacific Wild Card. En el torneo derrotaría en 1.ª ronda al croata Ivan Dodig en 4 sets, en la 2.ª ronda se las vería con el número 2 (ex número 1) del mundo y hexacampeón en Melbourne (además de campeón defensor) Novak Djokovic, a quien vencería por 7-6(8), 5-7, 2-6, 7-6(5), 6-4 sellando así el mejor triunfo de su carrera y siendo así la primera vez en 10 años que Djokovic no jugaba una tercera ronda de un Grand Slam. En tercera ronda derrotó al español Pablo Carreño Busta, pero fue derrotado en la cuarta ronda por Grigor Dimitrov en 4 sets.
2018
Este año jugó un total de 33 partidos, con 19 victorias y 14 derrotas. Sus mejores resultados fueron dos cuartos de final en los torneos de Brisbane y la Mercedes Cup. 

## Títulos ATP (5; 2+3)

### Individual (2)
| Leyenda                         |
| Grand Slam (0)                  |
| ATP Wourld Tour Finals (0)      |
| ATP Masters 1000 World Tour (0) |
| ATP World Tour 500 series (0)   |
| ATP World Tour 250 series (2)   |

| N.º | Fecha                | Torneo     | Superficie | Oponente en la final | Resultado      |
| --- | -------------------- | ---------- | ---------- | -------------------- | -------------- |
| 1.  | 27 de junio de 2015  | Nottingham | Hierba     | Sam Querrey          | 7-6(1), 7-6(6) |
| 2.  | 1 de octubre de 2017 | Chengdú    | Dura       | Marcos Baghdatis     | 3-2, ret.      |

#### Finalista (3)
| N.º | Fecha                 | Torneo    | Superficie    | Oponente en la final | Resultado     |
| --- | --------------------- | --------- | ------------- | -------------------- | ------------- |
| 1.  | 28 de agosto de 2010  | New Haven | Dura          | Sergui Stajovski     | 6-3, 3-6, 4-6 |
| 2.  | 19 de febrero de 2012 | San José  | Dura (i)      | Milos Raonic         | 6-7(3), 2-6   |
| 3.  | 4 de agosto de 2018   | Kitzbühel | Tierra batida | Martin Kližan        | 2-6, 2-6      |

### Dobles (3)
| Leyenda                         |
| Grand Slam (0)                  |
| ATP Wourld Tour Finals (0)      |
| ATP Masters 1000 World Tour (0) |
| ATP World Tour 500 series (0)   |
| ATP World Tour 250 series (3)   |

| N.º | Fecha                 | Torneo      | Superficie    | Pareja            | Oponentes en la final              | Resultado         |
| --- | --------------------- | ----------- | ------------- | ----------------- | ---------------------------------- | ----------------- |
| 1.  | 19 de octubre de 2013 | Moscú       | Dura (i)      | Mijaíl Yelguin    | Ken Skupski Neal Skupski           | 6-2, 1-6, [14-12] |
| 2.  | 9 de febrero de 2014  | Montpellier | Dura          | Nikolái Davydenko | Marc Gicquel Nicolas Mahut         | 6-4, 1-6, [10-7]  |
| 3.  | 2 de agosto de 2015   | Gstaad      | Tierra batida | Aleksandr Bury    | Oliver Marach Aisam-ul-Haq Qureshi | 3-6, 6-2, [10-5]  |

#### Finalista (2)
| N.º | Fecha                    | Torneo          | Superficie | Pareja         | Oponentes en la final           | Resultado   |
| --- | ------------------------ | --------------- | ---------- | -------------- | ------------------------------- | ----------- |
| 1.  | 7 de octubre de 2012     | Pekín           | Dura       | Carlos Berlocq | Bob Bryan Mike Bryan            | 3-6, 2-6    |
| 2.  | 22 de septiembre de 2013 | San Petersburgo | Dura (i)   | Dominic Inglot | David Marrero Fernando Verdasco | 6-7(6), 3-6 |

### Clasificación en torneos del Grand Slam
| Torneo          | 2008 | 2009 | 2010 | 2011 | 2012 | 2013 | 2014 | 2015 | 2016 | 2017 | 2018 | 2019 | 2020 | 2021 | G-P   | Títulos |
| --------------- | ---- | ---- | ---- | ---- | ---- | ---- | ---- | ---- | ---- | ---- | ---- | ---- | ---- | ---- | ----- | ------- |
| Australian Open | 2R   | 2R   | 3R   | 1R   | 1R   | 2R   | 3R   | 1R   | 1R   | 4R   | 2R   | 1R   | A    | Q1   | 11-12 | 0       |
| Roland Garros   | -    | 2R   | 2R   | 1R   | 2R   | 2R   | 2R   | 1R   | 1R   | 2R   | 1R   | Q1   | A    | 1R   | 6-11  | 0       |
| Wimbledon       | -    | 1R   | 3R   | 2R   | 4R   | 1R   | 3R   | 1R   | 3R   | 1R   | 1R   | 1R   | -    |      | 10-11 | 0       |
| US Open         | -    | 3R   | 2R   | 2R   | 1R   | 4R   | 1R   | 2R   | 1R   | 1R   | 1R   | Q1   | A    |      | 8-10  | 0       |

### Challengers (9)
| N.º | Fecha                    | Torneo     | Superficie    | Oponente en la final  | Resultado             |
| --- | ------------------------ | ---------- | ------------- | --------------------- | --------------------- |
| 1.  | 22 de agosto de 2005     | Bujará     | Dura          | Ilia Bozoljac         | 6-4, 6-7(2), 6-5, ab. |
| 2.  | 13 de agosto de 2007     | Bujará     | Dura          | Amir Weintraub        | 3-6, 6-1, 6-4         |
| 3.  | 20 de agosto de 2007     | Karshi     | Dura          | Marsel Ilhan          | 6-1, 6-4              |
| 4.  | 11 de agosto de 2008     | Bujará     | Dura          | Iliá Marchenko        | 4-6, 6-1, 6-4         |
| 5.  | 18 de agosto de 2008     | Karshi     | Dura          | Mijaíl Yelguin        | 6-3, 7-6(4)           |
| 6.  | 12 de agosto de 2011     | Samarcanda | Tierra batida | Malek Jaziri          | 7-6(4), ret.          |
| 7.  | 19 de agosto de 2011     | Karshi     | Dura          | Blaz Kavcic           | 6-3, 1-6, 6-1         |
| 8.  | 16 de septiembre de 2011 | Estambul   | Dura          | Philipp Kohlschreiber | 7-6(6), 6-4           |
| 9.  | 23 de septiembre de 2011 | Taskent    | Dura          | Jurgen Zopp           | 6-4, 6-3              |

Fuente: